# ريم حسن
ريم حسن (مواليد 3 ديسمبر 1968) هي غطّاسة مصرية بدأت، مع 5 لاعبات أخريات، المشاركة النسائية المصرية في الألعاب الأولمبية الصيفية من خلال أولمبياد 1984 في لوس أنجلوس، وكانت حينها بعمر الـ15 فقط. وهي أول وآخر سيدات مصر مشاركة في رياضة الغطس.

## المشاركة الأولمبية

### 1984
الغطس - مقافز متحركة
- التصفيات — 258.63 نقطة (لم تتأهل، المركز الـ24)

الغطس - مقافز ثابتة
- التصفيات — 146.94 نقطة (لم تتأهل، المركز الـ21)

## روابط خارجية
- ريم حسن على موقع الاتحاد الدولي للسباحة (الإنجليزية)
- ريم حسن على موقع اللجنة الأولمبية الدولية (الإنجليزية)
- ريم حسن على موقع أوليمبيديا (الإنجليزية)